# توماس راولی
توماس راولی(به انگلیسی: Thomas Ravelli) (زاده ۱۳ آگوست ۱۹۵۹ویمربه) دروازه‌بان سابق تیم ملی فوتبال سوئد و رکورددار بیشترین بازی ملی برای این تیم است.